# Bofrost
Bofrost* est un groupe de distribution d'origine allemande, spécialisé dans les produits alimentaires surgelés à domicile et les crèmes glacées. 

## Histoire
Josef Boquoi (de) reprend l'usine familiale de torréfaction de café en 1957 puis fonde le groupe Bofrost en 1966 à Straelen en Allemagne mais la marque bofrost* est officiellement déposée en Allemagne en 1971. L'entreprise amorce son développement sous la forme de franchises.
Après une installation en Italie en 1987, en Espagne en 1990 et en France en 1994 le groupe est aujourd’hui (2018) présent dans 13 pays en Europe.
La filiale française est créée en 1994, d'abord dans le Grand Est et dans la région Alsace.  
Le siège des activités françaises est situé à Saint-Priest, près de Lyon, en région Auvergne-Rhône-Alpes. 
Le chiffre d'affaires du groupe est estimé autour de 1,3 milliard d'euros.

### Distribution
L'essentiel de la distribution des produits surgelés de la marque est assuré par les camions-magasins.
Le concept de camion-magasin, comparable au camion de l'épicier d’antan passant dans les campagnes et où les clients venaient se servir directement, est affilié au principe de la vente directe.

### Articles Connexes
- Surgelé
- Vente directe
- Distribution
- Vente en-ligne